# جوليو ناتا
جوليو ناتـّا (Giulio Natta) ؛ (إمبيريا، 26 فبراير 1903 - بيرغامو، 2 مايو 1979). كيميائي إيطالي
أصبح بروفسور كيمياء في جامعة بافيا بين 1933 و 1935 وبين 1936 و 1938 أصبح مدير معهد الكيمياء الصناعية في معهد تورينو للعبوم المتعددة ومن سنة 1938 أدار معهد الكيمياء الصناعية في مدرسة العلوم المتعددة بميلانو.

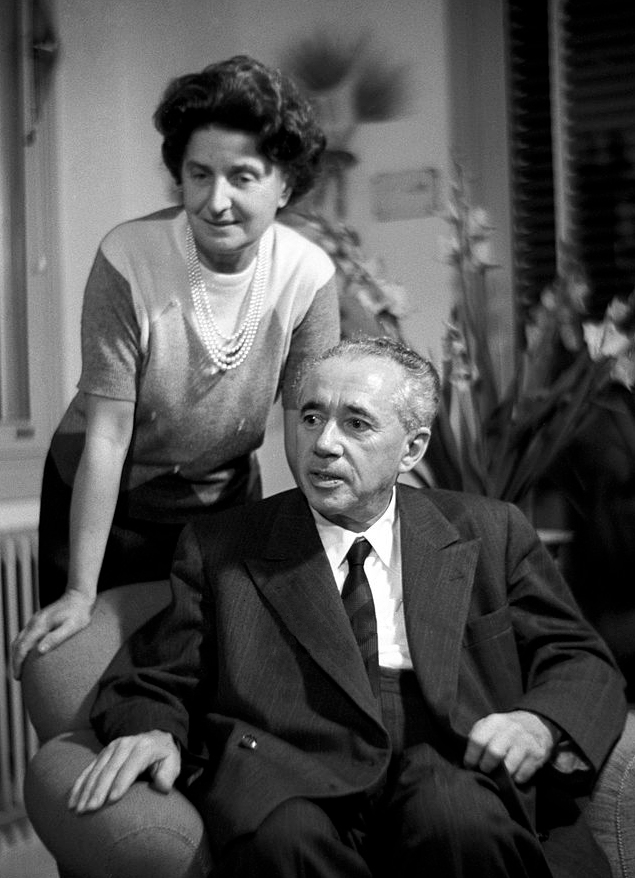
جوليو ناتا مع زوجته في الستينيات

تحصل سنة 1963 على جائزة نوبل في الكيمياء مع كارل زيغلر.

## روابط خارجية
- جوليو ناتا على موقع الموسوعة البريطانية (الإنجليزية)
- جوليو ناتا على موقع مونزينجر (الألمانية)
- جوليو ناتا على موقع إن إن دي بي (الإنجليزية)